# Besart Krivanjeva
Besart Krivanjeva (in macedone Бесарт Кривањева?; Skopje, 28 febbraio 1996) è un calciatore macedone, difensore del Gjilani.

## Carriera

### Club
L'11 luglio 2021 viene acquistato a titolo definitivo dalla squadra albanese dell'Egnatia.

### Nazionale
Ha giocato nelle nazionali giovanili macedoni Under-17, Under-19 ed Under-21.

## Palmarès

### Club

#### Competizioni nazionali
- Campionato macedone: 1

Struga: 2022-2023